# Alfonso di Borbone-Due Sicilie
Alfonso Maria Giuseppe Alberto di Borbone-Due Sicilie (Caserta, 28 marzo 1841 – Cannes, 26 maggio 1934) è stato un nobile italiano, fu conte di Caserta, terzogenito del re Ferdinando II delle Due Sicilie e della sua seconda moglie, l'arciduchessa Maria Teresa d'Austria.
Fu pretendente al trono delle Due Sicilie come successore del fratellastro maggiore, Francesco II. Nella pretesa al trono gli succedette il figlio Ferdinando Pio.

## Biografia

### Primi anni
Alla sua nascita era quarto in linea di successione al trono, dietro il fratellastro Francesco ed i fratelli maggiori Luigi, conte di Trani, ed Alberto, conte di Castrogiovanni. Quest'ultimo morì il 12 luglio 1844 all'età di cinque anni ed Alfonso passò terzo in linea di successione.
Il padre Ferdinando aveva un carattere allegro e ironico e si comportava nei confronti dei figli come un qualsiasi affettuoso e premuroso padre di famiglia. La madre Maria Teresa era arcigna e diffidente nei confronti degli estranei, ma tenerissima e legatissima alla sua numerosa prole. Alla vita di corte e alle feste preferiva la tranquillità dei suoi appartamenti, dove si dedicava alla cura dei figli.
Allegro e vivace, si divertiva con i fratelli Luigi e Gaetano e la cognata Maria Sofia di Baviera, moglie del fratellastro Francesco, a fare scherzi ai gentiluomini della corte.
L'8 giugno 1868 sposò la cugina Maria Antonietta di Borbone-Due Sicilie (1851-1938) figlia di Francesco, conte di Trapani, ultimogenito del re Francesco I e di Maria Isabella d'Asburgo-Toscana.

### La fine del regno e l'esilio
Il 22 maggio 1859 Ferdinando II morì, Francesco salì al trono ed essendo senza figli ebbe come erede diretto il fratellastro Luigi. Alfonso combatté in prima linea al fianco di Francesco e Luigi nella battaglia tra Capua e Gaeta per respingere l'esercito garibaldino. Alla fine, però, alle 7 del mattino del 14 febbraio 1861, dovette, insieme agli ultimi sovrani delle Due Sicilie, lasciare Gaeta assediata e il regno per sempre.
Raggiunse la madre a Roma e trascorse la sua vita da esiliato. L'8 giugno 1886 Luigi morì, lasciando come unica erede la figlia Maria Teresa di Borbone-Due Sicilie, esclusa dalla successione per la legge salica.
Alfonso divenne dunque l'erede presuntivo di Francesco II e il 27 dicembre 1894, alla morte di questi, pretendente al trono delle Due Sicilie e capo della Real Casa di Borbone Due Sicilie.

## Discendenza
Alfonso di Borbone-Due Sicilie e Maria Antonietta di Borbone-Due Sicilie ebbero dodici figli.
- Ferdinando Pio (1869-1960), duca di Calabria, sposò Maria Ludovica Teresa di Baviera, ebbero sei figli;
- Carlo Tancredi (1870-1949), sposò in prime nozze Maria de las Mercedes di Borbone-Spagna, principessa delle Asturie, da cui ebbe tre figli, e in seconde nozze Luisa d'Orléans, da cui ebbe quattro figli;
- Francesco di Paola (1873-1876);
- Maria Immacolata (1874-1947), sposò Giovanni Giorgio di Sassonia, non ebbero figli;
- Maria Cristina (1877-1947), sposò Pietro Ferdinando d'Asburgo-Toscana, arciduca e principe di Toscana, ebbero quattro figli;
- Maria Grazia Pia (1878-1973), sposò Luigi d'Orléans-Braganza, ebbero tre figli;
- Gennaro (1882-1944), sposò Beatrice Bordessa, contessa di Villa Colli, non ebbero figli;
- Ranieri (1883-1973), duca di Castro, sposò Maria Carolina Zamoyska, ebbero due figli;
- Filippo (1885-1949), sposò in prime nozze Maria Luisa di Borbone-Orléans, da cui ebbe un figlio, e in seconde nozze Odette Labori (1902-1968), da cui non ebbe figli;
- Francesco d'Assisi (1888-1914);
- Gabriele (1897-1975), sposò in prime nozze Malgorzata Izabella Czartoryska, da cui ebbe un figlio, e in seconde nozze Cecylia Lubomirska[2][3], da cui ebbe cinque figli;
- Maria Giuseppina (1900-1988), morì nubile e senza figli;

## Ascendenza
|                                  |                              |                                        | Genitori                                                   |  |  | Nonni |  |  | Bisnonni                       |  |  | Trisnonni           |  |
|                                  |                              |                                        |                                                            |  |  |       |  |  | Ferdinando I delle Due Sicilie |  |  | Carlo III di Spagna |  |
|                                  |                              |                                        |                                                            |  |  |       |  |  | Ferdinando I delle Due Sicilie |  |  | Carlo III di Spagna |  |
|                                  |                              | Maria Amalia di Sassonia (1724-1760)   |                                                            |  |  |       |  |  | Ferdinando I delle Due Sicilie |  |  |                     |  |
| Francesco I delle Due Sicilie    |                              |                                        |                                                            |  |  |       |  |  | Ferdinando I delle Due Sicilie |  |  |                     |  |
|                                  |                              | Maria Carolina d'Asburgo-Lorena        | Francesco I di Lorena                                      |  |  |       |  |  |                                |  |  |                     |  |
|                                  |                              | Maria Carolina d'Asburgo-Lorena        | Francesco I di Lorena                                      |  |  |       |  |  |                                |  |  |                     |  |
|                                  |                              | Maria Carolina d'Asburgo-Lorena        | Maria Teresa d'Asburgo                                     |  |  |       |  |  |                                |  |  |                     |  |
| Ferdinando II delle Due Sicilie  |                              | Maria Carolina d'Asburgo-Lorena        |                                                            |  |  |       |  |  |                                |  |  |                     |  |
|                                  |                              | Carlo IV di Spagna                     | Carlo III di Spagna                                        |  |  |       |  |  |                                |  |  |                     |  |
|                                  |                              | Carlo IV di Spagna                     | Carlo III di Spagna                                        |  |  |       |  |  |                                |  |  |                     |  |
|                                  |                              | Carlo IV di Spagna                     | Maria Amalia di Sassonia                                   |  |  |       |  |  |                                |  |  |                     |  |
| Maria Isabella di Borbone-Spagna |                              | Carlo IV di Spagna                     |                                                            |  |  |       |  |  |                                |  |  |                     |  |
|                                  |                              | Maria Luisa di Borbone-Parma           | Filippo I di Parma                                         |  |  |       |  |  |                                |  |  |                     |  |
|                                  |                              | Maria Luisa di Borbone-Parma           | Filippo I di Parma                                         |  |  |       |  |  |                                |  |  |                     |  |
|                                  |                              | Maria Luisa di Borbone-Parma           | Elisabetta di Borbone-Francia                              |  |  |       |  |  |                                |  |  |                     |  |
| Alfonso di Borbone-Due Sicilie   |                              | Maria Luisa di Borbone-Parma           |                                                            |  |  |       |  |  |                                |  |  |                     |  |
|                                  | Leopoldo II d'Asburgo-Lorena | Francesco I di Lorena                  |                                                            |  |  |       |  |  |                                |  |  |                     |  |
|                                  | Leopoldo II d'Asburgo-Lorena | Francesco I di Lorena                  |                                                            |  |  |       |  |  |                                |  |  |                     |  |
|                                  | Leopoldo II d'Asburgo-Lorena | Maria Teresa d'Austria                 |                                                            |  |  |       |  |  |                                |  |  |                     |  |
| Arciduca Carlo, Duca di Teschen  | Leopoldo II d'Asburgo-Lorena |                                        |                                                            |  |  |       |  |  |                                |  |  |                     |  |
|                                  |                              | Maria Luisa di Spagna                  | Carlo III di Spagna                                        |  |  |       |  |  |                                |  |  |                     |  |
|                                  |                              | Maria Luisa di Spagna                  | Carlo III di Spagna                                        |  |  |       |  |  |                                |  |  |                     |  |
|                                  |                              | Maria Luisa di Spagna                  | Maria Amalia di Sassonia                                   |  |  |       |  |  |                                |  |  |                     |  |
| Maria Teresa d'Austria           |                              | Maria Luisa di Spagna                  |                                                            |  |  |       |  |  |                                |  |  |                     |  |
|                                  |                              | Federico Guglielmo, Duca di Nassau     | Carlo Cristiano, Principe di Nassau-Weilburg               |  |  |       |  |  |                                |  |  |                     |  |
|                                  |                              | Federico Guglielmo, Duca di Nassau     | Carlo Cristiano, Principe di Nassau-Weilburg               |  |  |       |  |  |                                |  |  |                     |  |
|                                  |                              | Federico Guglielmo, Duca di Nassau     | Carolina d'Orange-Nassau                                   |  |  |       |  |  |                                |  |  |                     |  |
| Enrichetta di Nassau-Weilburg    |                              | Federico Guglielmo, Duca di Nassau     |                                                            |  |  |       |  |  |                                |  |  |                     |  |
|                                  |                              | Burgravina Luisa Isabella di Kirchberg | Wilhelm Georg, Burggraf von Kirchberg, Graf von Hachenburg |  |  |       |  |  |                                |  |  |                     |  |
|                                  |                              | Burgravina Luisa Isabella di Kirchberg | Wilhelm Georg, Burggraf von Kirchberg, Graf von Hachenburg |  |  |       |  |  |                                |  |  |                     |  |
|                                  |                              | Burgravina Luisa Isabella di Kirchberg | Isabelle Auguste, Prinzessin Reuss zu Greiz                |  |  |       |  |  |                                |  |  |                     |  |
|                                  |                              | Burgravina Luisa Isabella di Kirchberg |                                                            |  |  |       |  |  |                                |  |  |                     |  |